# Penepodium brasiliense
Penepodium brasiliense är en biart som först beskrevs av Carlos Schrottky 1903.  Penepodium brasiliense ingår i släktet Penepodium och familjen grävsteklar. Inga underarter finns listade i Catalogue of Life.